# マゼラニックストリーム
マゼラニックストリーム Magellanic Stream は大小マゼラン雲の近くに広がる中性水素（HI）のガスである。1972年にWamnierとWrixonが発見し、1974年にはMathewsonらがその成因にマゼラン雲との関係を見出した。これに先立ち1965年には異常な視線速度をもつガス星雲がこの領域に存在することが知られていたが、ガスの位置と広がりは正確に把握できず、マゼラン雲との関係も不明であった。その後の観測でわかったガスは大変長く（地上観測で100度ほどあるらしい）、その形状は銀河系などと比較するとかなり直線状である。この領域としては視線速度差が異常に大きく、周辺銀河の視線速度パターンに同期するものではない。高速度雲（HVC）としては古典的な例である。
階層型クラスタリング研究からわかるのは、銀河が長い時間をかけてより小さな銀河の衝突により形成されたことである。このような衝突･合体の副産物としてもっともよく知られ研究されてきたのがマゼラニックストリームである。

## 観測
マゼラン雲に近いことや観測機器の分解能が向上して恒星の年周視差の測定精度が向上するにつれ、大小マゼラン雲の位相空間像（但し地球に対し横断方向の視線速度には大きな誤差を伴う）が明らかになった。これをもとに3つの銀河の形状や質量といった大仮説や、互いに運動する物体の間にはたらく力学的摩擦の性質を組み込んだ過去の軌道を計算することが可能になった。星の観測からは、星形成の歴史がわかる。

## モデル
1980年以後各種のマゼラニックストリーム形成モデルが提示されてきた。まずコンピュータの性能向上によりモデルは単純化・非自己重力化・非粒子化に向かった。ほとんどのモデルがマゼラン雲に至る浮遊物を予測してみせたが（これらのモデルは潮汐力モデルであり、地球の潮汐のように逆向きの2方向に物質が引っ張られる）、実際に2方向に伸びた様子は観測されなかった。そこで腕を伸ばさないモデルがいくつか残ったが、これはモデル自体に問題があった。1988年にパークス天文台のHIPASSチームが実施した全天掃天の結果からPutmanらは、マゼラン雲に至る高速度雲の質量成分が実際にマゼラン雲の重力の影響下にあることを明らかにした。これで銀河ハローに立ち上るガス（Leading Arm Feature）の存在は裏付けられた。さらに1998年にはLuほかが、2000年にはGibsonらがマゼラニックストリームとマゼラン雲の化学組成の類似性を確認した。
以来ガス（Leading Arm Feature）の存在を前提にした新しいモデルが現れるたびに、モデルは徐々に洗練の度を高めた。モデルの多くが重力を援用し潮汐場を土台に（一部のモデルではラム圧による粒子のはぎ取りを形成機構に借用し）、次第に銀河系の銀河ハローからのドラッグ・ガスの動力学・星形成・化学物質の成長をモデルに盛り込むようになった。潮汐力が大きく影響するのは小マゼラン雲であると考えられるが、その理由は質量が小さく固有の重力が小さいためであり、ラム圧によるはぎ取りが大きく影響するのは、多量のガスがある大マゼラン雲であると考えられている。

## 参考資料
- discovery: Wannier, P.; Wrixon, G. T. (1972). “An Unusual High-Velocity Hydrogen Feature”. ApJ 173:  L119 – L123.
- MC connection made: Mathewson, D. S.; Cleary, M. N.; Murray, J. D. (1974). “The Magellanic stream”. ApJ 190:  291 – 296.
- initial modelling: Murai, T.; Fujimoto, M. (1980). “The Magellanic Stream and the Galaxy with a Massive Halo”. PASJ 32:  581 – 604.
- LAF discovery: Putman, M. E et al. (1998). “Tidal disruption of the Magellanic Clouds by the Milky Way.”. Nature 394:  752.

Latest models:
- Yoshizawa, Akira M.; Noguchi, Masafumi (2003). “The dynamical evolution and star formation history of the Small Magellanic Cloud: effects of interactions with the Galaxy and the Large Magellanic Cloud”. MNRAS 339:  1135 – 1154.
- Mastropietro, C.; Moore, B.; Mayer, L.; Wadsley, J.; Stadel, J. (2005). “The gravitational and hydrodynamical interaction between the Large Magellanic Cloud and the Galaxy”. MNRAS 363:  509 – 520.
- Connors, Tim W.; Kawata, Daisuke; Gibson, Brad K. (2005). N-body simulations of the Magellanic Stream.